# Kōzō Shioya
Kōzō Shioya (塩屋 浩三, Shioya Kōzō), né le 18 août 1955 à Kagoshima, est un seiyū. Il travaille pour Aoni Production.

## Rôles
- Dragon Ball GT : Boo
- Dragon Ball Super : Boo, Peru
- Dragon Ball Z : Boo
- Dragon Ball Z Kai : Boo
- Mobile Suit Zeta Gundam : Roberto et Buran Blutarch
- Hakaba Kitarō : Mononoke